# Кнехт Рупрехт

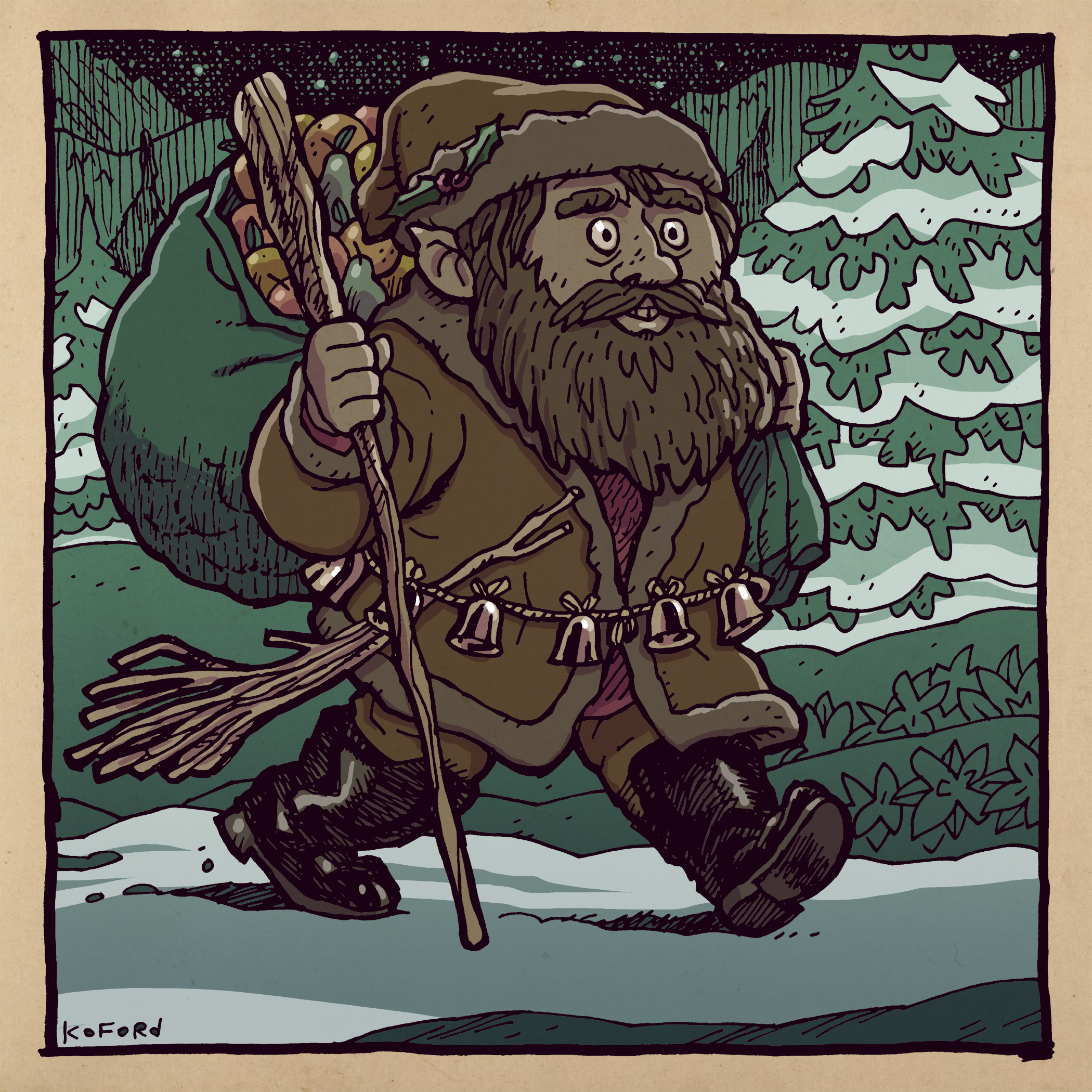
Ілюстрація Кнехта Рупрехта

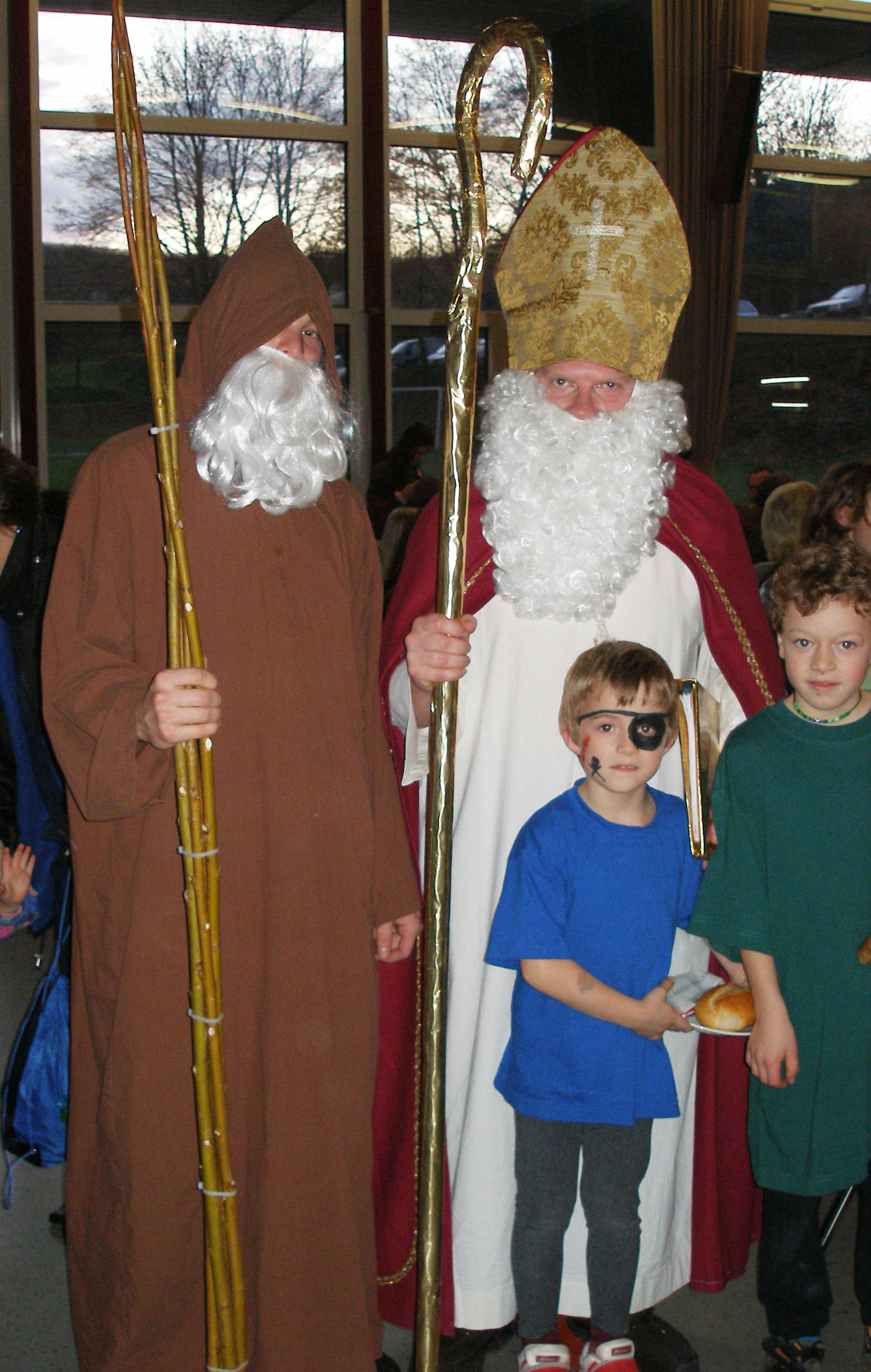
Кнехт Рупрехт (ліворуч) і Святий Миколай

Кнехт Рупрехт (Knecht Ruprecht нім. вимова: [ˌknɛçtˈʁuː.pʁɛçt] ( прослухати); Англійська: Farmhand Rupert, Servant Rupert або Farmhand Robert, Servant Robert) — супутник Святого Миколая, як описано в фольклорі Німеччини. Він є найпопулярнішим персонажем, який приносить подарунки в Німеччині після Святого Миколая та маленького Ісусика, але практично невідомий за межами країни. Вперше він з'являється в письмових джерелах у XVII столітті як фігура в Нюрнберзькій різдвяній процесії.:155

## Фон
Супутники Святого Миколая — це група тісно пов'язаних осіб, які супроводжують Святого Миколая на територіях, які раніше входили до Священної Римської імперії або в країни, на які вона мала культурний вплив.:146 Ці персонажі виступають на заваді доброзичливому дарувальнику різдвяних подарунків, погрожуючи побити або викрасти неслухняних дітей. Якоб Грімм (у Deutsche Mythologie) пов'язував цього персонажа з дохристиянським домашнім духом (кобольд, ельф), який міг бути як доброзичливим, так і злим, але лихий бік якого підкреслювався після християнізації.

## Різні традиції
Кнехт Рупрехт — найвідоміший служитель Святого Миколая в Німеччині.  У Міттельмарку, Кнехт Рупрехт відомий як Ганс Рупрехт, Румпкнехт, але його також називають De hêle Christ («Святий Христос»), тоді як у Мекленбурзі його називали Rû Clås (Грубий Микола).:146 В Альтмарку та Східній Фрісландії він був відомий як Бюр і Буллерклос.:146 Кнехт Рупрехт вперше з'являється в письмових джерелах у XVII столітті як фігура в Нюрнберзькій різдвяній процесії.:155 Семюел Тейлор Кольрідж зустрів персонажа Кнехта Рупрехта під час візиту 1798 року до Ратцебурга, міста на півночі Німеччини, яке він описав як «одягненого у високі шкірики, білий халат, маску та величезну лляну перуку».:99 В іншому випадку Рупрехт описується як одягнений у чорну чи коричневу мантію з гострим капюшоном, який іноді кульгає через дитячу травму, або носить довгий посох і мішок з попелом, або час від часу носить маленькі дзвіночки на своєму одязі.:146 Іноді він їздить верхи на білому коні, а іноді його супроводжують — чоловіки з почорнілими обличчями, одягнені як старі жінки, або феї.:146
За словами Александра Тілле, Кнехт Рупрехт спочатку уособлював архетип слуги, «і має рівно стільки ж індивідуальності соціального рангу і так само мало особистої індивідуальності, як Юнкер Ганнс і Бауер Мішель, персонажі, що представляють сільське шляхетство та селянство відповідно». Тілле також стверджує, що Кнехт Рупрехт спочатку не мав жодного стосунку до Різдва. Рупрехт (одна з німецьких форм Роберта) — поширене ім'я Диявола в Німеччині:82 і Грімм стверджує, що «Робін Гудфеллоу — це той самий домашній дух, якого ми в Німеччині називаємо Кнехтом Рупрехтом і показуємо дітям на Різдво»… За деякими історіями, Рупрехт починав як наймит; в інших — дикий знайдений, якого святий Миколай виховує з дитинства. 
За традицією Кнехт Рупрехт запитує дітей, чи можна їм молитися. Якщо можуть, отримують яблука, горіхи та пряники. Якщо вони не можуть, він б'є дітей своїм мішком з попелом.:146 В інших версіях оповідання Кнехт Рупрехт дарує неслухняним дітям подарунки, такі як грудки вугілля, палиці та каміння, а хороші діти отримують солодощі від Святого Миколая.  Він також дав неслухняним дітям вимикач (палицю) у черевики, щоб їхні батьки били їх, замість солодощів, фруктів і горіхів, за німецькою традицією. 
У споріднених народних традиціях, більш тісно пов'язаних із певними регіонами у Високих Альпах, зокрема засніжених сіл на південь і захід від Зальцбурга в Австрії, персонаж Кнехта Рупрехта виконує роль помічника Святого Миколая, а не головної дійової особи в ранніх грудневих ритуалах; пильно стежачи за благовірним святим під час його подорожі. Обидва, своєю чергою, супроводжуються в цих регіонах набором жахливих рогатих, схожих на цапів істот, відомих як Крампуси, які шукають і тероризують дітей, яких погано поводяться, визначених Святим Миколаєм, для покарання. Кажуть, що найгірших кривдників били березовими віниками, а іноді запихали в гесеновий мішок і кидали в крижану річку за їхні погані вчинки.

## У музиці та літературі
Німецький композитор Роберт Шуман назвав Кнехта Рупрехта головною темою однієї з мініатюрних фортепіанних п'єс у своїй збірці для дітей «Альбом для молоді», ор. 68 (1848). 
Німецький поет і прозаїк Теодор Шторм у 1862 році написав вірш «Кнехт Рупрехт».

## У масовій культурі
У німецькій версії телешоу «Сімпсони» собаку звуть Кнехт Рупрехт, а не Маленький помічник Санти.